# Mikroregion Peçanha

Mikroregion Peçanha

Mikroregion Peçanha – mikroregion w brazylijskim stanie Minas Gerais należący do mezoregionu Vale do Rio Doce.

## Gminy
- Água Boa
- Cantagalo
- Frei Lagonegro
- José Raydan
- Peçanha
- Santa Maria do Suaçuí
- São José do Jacuri
- São Pedro do Suaçuí
- São Sebastião do Maranhão